# Saint-Ange-et-Torçay
Saint-Ange-et-Torçay és un municipi francès, situat al departament de l'Eure i Loir i a la regió de Centre – Vall del Loira. L'any 2007 tenia 277 habitants.

## Demografia

### Població
El 2007 la població de fet de Saint-Ange-et-Torçay era de 277 persones. Hi havia 108 famílies, de les quals 20 eren unipersonals (8 homes vivint sols i 12 dones vivint soles), 32 parelles sense fills, 48 parelles amb fills i 8 famílies monoparentals amb fills.
La població ha evolucionat segons el següent gràfic:
Habitants censats

### Habitatges
El 2007 hi havia 152 habitatges, 103 eren l'habitatge principal de la família, 41 eren segones residències i 8 estaven desocupats. Tots els 152 habitatges eren cases. Dels 103 habitatges principals, 86 estaven ocupats pels seus propietaris, 11 estaven llogats i ocupats pels llogaters i 6 estaven cedits a títol gratuït; 3 tenien dues cambres, 19 en tenien tres, 25 en tenien quatre i 56 en tenien cinc o més. 81 habitatges disposaven pel capbaix d'una plaça de pàrquing. A 37 habitatges hi havia un automòbil i a 63 n'hi havia dos o més.

### Piràmide de població
La piràmide de població per edats i sexe el 2009 era:
| Homes | Edats   | Dones |
| ----- | ------- | ----- |
| 0     | 95 o +  | 0     |
| 0     | 90 a 94 | 4     |
| 8     | 85 a 89 | 4     |
| 4     | 80 a 84 | 4     |
| 0     | 75 a 79 | 0     |
| 0     | 70 a 74 | 4     |
| 0     | 65 a 69 | 0     |
| 8     | 60 a 64 | 4     |
| 4     | 55 a 59 | 12    |
| 4     | 50 a 54 | 4     |
| 16    | 45 a 49 | 4     |
| 4     | 40 a 44 | 20    |
| 16    | 35 a 39 | 16    |
| 16    | 30 a 34 | 8     |
| 4     | 25 a 29 | 12    |
| 4     | 20 a 24 | 0     |
| 8     | 15 a 19 | 20    |
| 8     | 10 a 14 | 24    |
| 4     | 5 a 9   | 12    |
| 8     | 0 a 4   | 8     |

## Economia
El 2007 la població en edat de treballar era de 199 persones, 148 eren actives i 51 eren inactives. De les 148 persones actives 139 estaven ocupades (73 homes i 66 dones) i 9 estaven aturades (4 homes i 5 dones). De les 51 persones inactives 12 estaven jubilades, 23 estaven estudiant i 16 estaven classificades com a «altres inactius».

### Ingressos
El 2009 a Saint-Ange-et-Torçay hi havia 99 unitats fiscals que integraven 275,5 persones, la mediana anual d'ingressos fiscals per persona era de 18.914 €.

### Activitats econòmiques
Dels 8 establiments que hi havia el 2007, 4 eren d'empreses de construcció, 2 d'empreses d'hostatgeria i restauració i 2 d'empreses de serveis.
Dels 4 establiments de servei als particulars que hi havia el 2009, 1 era un paleta, 1 guixaire pintor, 1 fusteria i 1 electricista.
L'any 2000 a Saint-Ange-et-Torçay hi havia 8 explotacions agrícoles que ocupaven un total de 1.216 hectàrees.

## Poblacions més properes
El següent diagrama mostra les poblacions més properes.